# Heinitzpolder
Die Deichreihensiedlung Heinitzpolder gehört zum Ortsteil Dollart in der Gemeinde Bunde im ostfriesischen Rheiderland. Ein kleiner Teil von Heinitzpolder befindet sich in der nördlich gelegenen Gemeinde Jemgum.

## Geografie
Der Ort liegt östlich des Dollart und wird nur durch den schmalen Streifen des Ortsgebietes von Kanalpolder von der Meeresbucht getrennt. Im Südwesten grenzt Landschaftspolder an. Durch Deiche wird das Gebiet vor Überflutungen geschützt. Der gesamte Ort ist durch Landgewinnung entstanden und liegt auf fruchtbarem Marschboden. Die Siedlung befindet sich auf einem Schlafdeich. Ein Sieltief dient als Entwässerungskanal für das niedrig gelegene Land.

## Geschichte
Der Ort entstand durch sogenannten Anwachs eines neuen Gebiets aus dem Deichvorland mittels Landgewinnungsmaßnahmen und Deichbau. Im Jahr 1773 pachteten einige Unternehmer das Deichvorland von Landschaftspolder und führten einen Deichbau durch, der aber den Sturmfluten nicht standhalten konnte. Eine zweite Interessentengruppe unternahm 1794 bis 1796 einen zweiten Versuch, der diesmal erfolgreich war. Heinitzpolder erhielt als erster Ort im Rheiderland einen schiffbaren Kanal, der über ein Siel den Zugang zum Dollart gewährte. 1796 ist zum ersten Mal der Name „Heinitz Polder“ bezeugt. Er verdankt sich dem preußischen Staatsminister Friedrich Anton von Heynitz (1725–1802).
Unter französischer Herrschaft war das Gebiet ab 1807 ein Teil des niederländischen Departements Ems-Occidental („Wester Eems“). Im Jahr 1813 wurde eine erste „Gemeinde Dollart“ geschaffen, in die die Orte Landschaftspolder, Heinitzpolder, Bunderhammrich, Böhmerwold und St. Georgiwold eingegliedert wurden. Nach dem Sturz von Napoleon wurde das Gebiet dem Königreich Hannover zugeschlagen. Die Februarflut 1825 führte in Heinitzpolder zu einem Deichbruch und einer Überflutung des Landes. Erst 1874 bis 1877 entstand aus dem Anwachs von Heinitzpolder Kanalpolder. 1885 wurde Ostfriesland preußisch. Nach dem Zweiten Weltkrieg kam es zu einem verhältnismäßig hohen Zustrom von Flüchtlingen, was auf die ertragreichen Polderflächen zurückzuführen ist.
Im Jahr 1966 wurde die nach dem nahen Meerbusen benannte Samtgemeinde Dollart gegründet, die aus den Ortschaften Ditzumerhammrich, Ditzumerverlaat, Bunderhammrich, Heinitzpolder und Kanalpolder bestand, aber im Jahr 1973 ihre Selbstständigkeit verlor und in die Samtgemeinde Bunde eingegliedert wurde. Heinitzpolder wurde am 1. Januar 1973 in die neue Gemeinde Dollart eingegliedert. Der Ort gehört seit dem 1. November 2001 zur Einheitsgemeinde Bunde.

## Religionen
Seit 1821 gehörte Heinitzpolder zur Kirchengemeinde Landschaftspolder, seit 1887 zu Ditzumerverlaat. Dort war eine neue reformierte Kirchengemeinde entstanden, die 1896 eine eigene Kirche erhielt.